# Bertiera lejolyana
Espèce
Bertiera lejolyana est une espèce de plantes à fleurs de la famille des Rubiaceae et du genre Bertiera, présente en Afrique centrale atlantique.

## Étymologie
Son épithète spécifique lejolyana rend hommage au botaniste belge Jean Lejoly.

## Description
C'est un arbuste dont la hauteur est comprise entre 2 et 6 m.

## Distribution
L'espèce est endémique du domaine bas-guinéen. Au Cameroun, elle a été collectée à Deng-Deng dans la Région de l'Est, dans les massifs de Ngovayang et dans la zone d’Efoulan au sud d’Akom II dans le parc national de Campo-Ma'an. Dans la région continentale de la Guinée équatoriale, elle a été observée au mont Chocolat et dans le parc national de Monte Alén ; au Gabon, au sud-est de Makokou. 